# Seeonská jezera
Seeonská Jezera (německy: Seeoner Seen) je malá skupina ledovcových jezer v Bavorsku. Leží asi 4 kilometry severně od jezera Chiemsee v okrese Traunstein. Jezera jsou chráněna jako přírodní rezervace (německy: Naturschutzgebiet Seeoner Seen). Nachází se zde terénní stanice pro limnologický výzkum fakulty biologie univerzity v Mnichově.

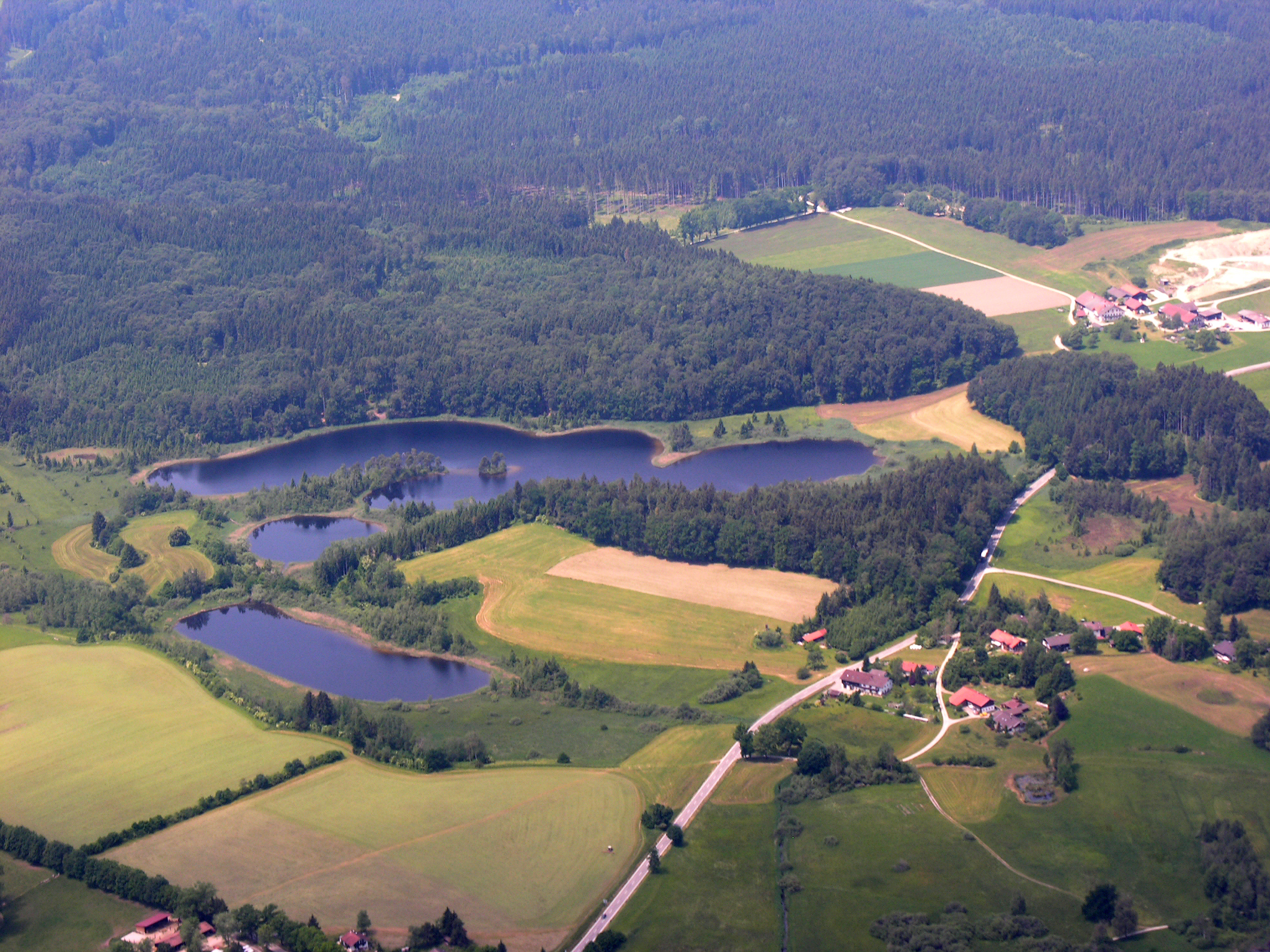
Seeleitensee, Mittersee a Jägersee

## Jezera
1. Klostersee (Seeoner See) - 47 ha
2. Griessee - 9,21 ha
3. Brunnensee - 5,88 ha (nejhlubší jezero - 18,6 m)
4. Seeleitensee - 8,28 ha
5. Mittersee (Esterpointersee) - 0,78 ha
6. Jägersee - 2,21 ha
7. Bansee - 3,3 ha